# Lhotse
Der Lhotse (in China offiziell Lhozê; tibetisch ལྷོ་རྩེ Wylie lho rtse; chinesisch 洛子峰, Pinyin Luòzǐ Fēng) ist ein Berg im Himalaya an der Grenze zwischen Nepal und China. Mit einer Höhe von 8516 m ist er der vierthöchste Berg der Erde. Der Lhotse ist ein Nachbarberg des Mount Everest, mit dem er über dessen 7906 m hohen Südsattel verbunden ist. Der tibetische Name Lhotse bedeutet „Südspitze“ und deutet auf die Zugehörigkeit zum Everest-Massiv hin.
Vom Lhotse und seinem Nebengipfel Lhotse Shar fallen in südlicher Richtung über 3000 m hohe Felswände ab. Diese zählen durch den enormen Höhenunterschied und die extreme Höhe zu den klettertechnisch schwierigsten und gefährlichsten Wänden der Erde.

## Besteigungsgeschichte
Die Erstbesteigung gelang am 18. Mai 1956 einer Schweizer Expedition. Fritz Luchsinger und Ernst Reiss waren die Ersten der elfköpfigen Mannschaft, die unter der Leitung von Albert Eggler den Gipfel erreichten. Die Schweizer Himalaja-Expedition im Auftrag der Schweizerischen Stiftung für Alpine Forschung hatte ihr Basislager am 7. April in 5370 m Höhe auf dem Khumbu-Gletscher aufgeschlagen. Lager IV wurde am 1. Mai auf 6800 m Höhe eingerichtet. Vom rund 1000 m höher gelegenen Lager VI aus gelang der erste sogenannte Gipfelsturm des Lhotse. Diese Lagerkette ausnutzend erreichten zudem vier Expeditionsteilnehmer den Gipfel des benachbarten Mount Everest. Ernst Schmied und Jürg Marmet standen am 23. Mai 1956 auf dem höchsten Berg der Welt, womit ihnen die zweite Besteigung des Berges gelang. Am 24. Mai folgte die dritte Besteigung des Everest durch Hansruedi von Gunten und Dölf Reist.
Erst im Jahr 1977 und damit 21 Jahre nach der Erstbesteigung wurde der Gipfel des Lhotse von einer schwäbischen Expedition unter der Leitung von Gerhard und Hannelore Schmatz erneut erreicht. Am 8. Mai 1977 standen Hermann Warth, der Schweizer Hans von Känel und der einheimische Sherpa Sirdar Urkien auf dem Gipfel. Insgesamt erreichten drei Gruppen an drei aufeinander folgenden Tagen den Gipfel; von der dritten Gruppe stürzte der 27-jährige Max Lutz beim Abstieg tödlich ab. Als besondere Leistung hatte dabei Michael Dacher als erster Mensch ohne zusätzlichen Sauerstoff einen Gipfel über 8.500 Meter erreicht.
Am 16. Oktober 1986 stand Reinhold Messner gemeinsam mit Hans Kammerlander auf dem Gipfel des Lhotse. Messner konnte den Gipfel noch vor Wintereinbruch und bereits 20 Tage nach dem des Makalu erreichen. Damit war Reinhold Messner der erste Mensch, der alle 14 Achttausender bestiegen hatte.
Am 24. Oktober 1989 stürzte Jerzy Kukuczka an der Südwand auf einer Höhe von 8200 m tödlich ab. 1989 scheiterte auch Reinhold Messner hier als Leiter einer internationalen Expedition.
Am 24. April 1990 meldete der Slowene Tomo Česen eine Durchsteigung der Südwand bis zum Gipfel, konnte jedoch keine eindeutigen Beweise vorlegen. Seinem Vorhaben gingen jahrelange Vorbereitungen und Monate des Routen- und Wetterstudiums an der Wand voraus. Die Tage seines Aufstiegs, das Erreichen des Gipfels und der Abstieg über dieselbe Route fielen nachweislich mit einer Vollmondphase zusammen, was entscheidend war, da Česen durch Stein- und Eisschlag nur in der Nacht einigermaßen sicher und alleine klettern konnte.
Im Oktober 1990 war eine sowjetische Expedition unter Zuhilfenahme von zusätzlichem Sauerstoff an der Lhotse-Südwand erfolgreich. Der Ukrainer Serhij Berschow und der Russe Wladimir Karatajew erreichten nachweislich den Gipfel.
Am 10. Mai 1996 wurde der Lhotse von der Französin Chantal Mauduit erstmals durch eine Frau bezwungen. Ihre Besteigung erfolgte zudem ohne zusätzlichen Sauerstoff und im Alleingang.
Am 30. September 2018 fuhren Hilaree Nelson und Jim Morrison vom Gipfel des Lhotse mit Ski ab. Es war die erste komplette Skibefahrung.

## Gipfel des Lhotse

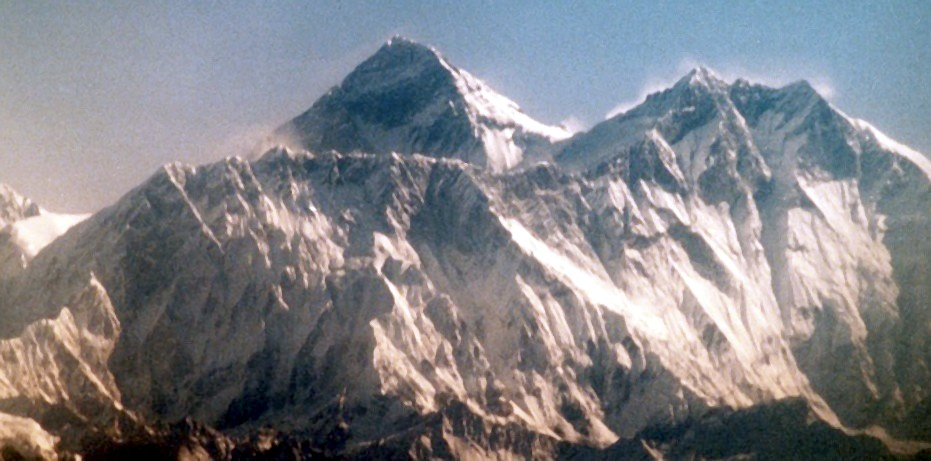
Lhotse (rechts), Mt. Everest und Nuptse (Vordergrund)

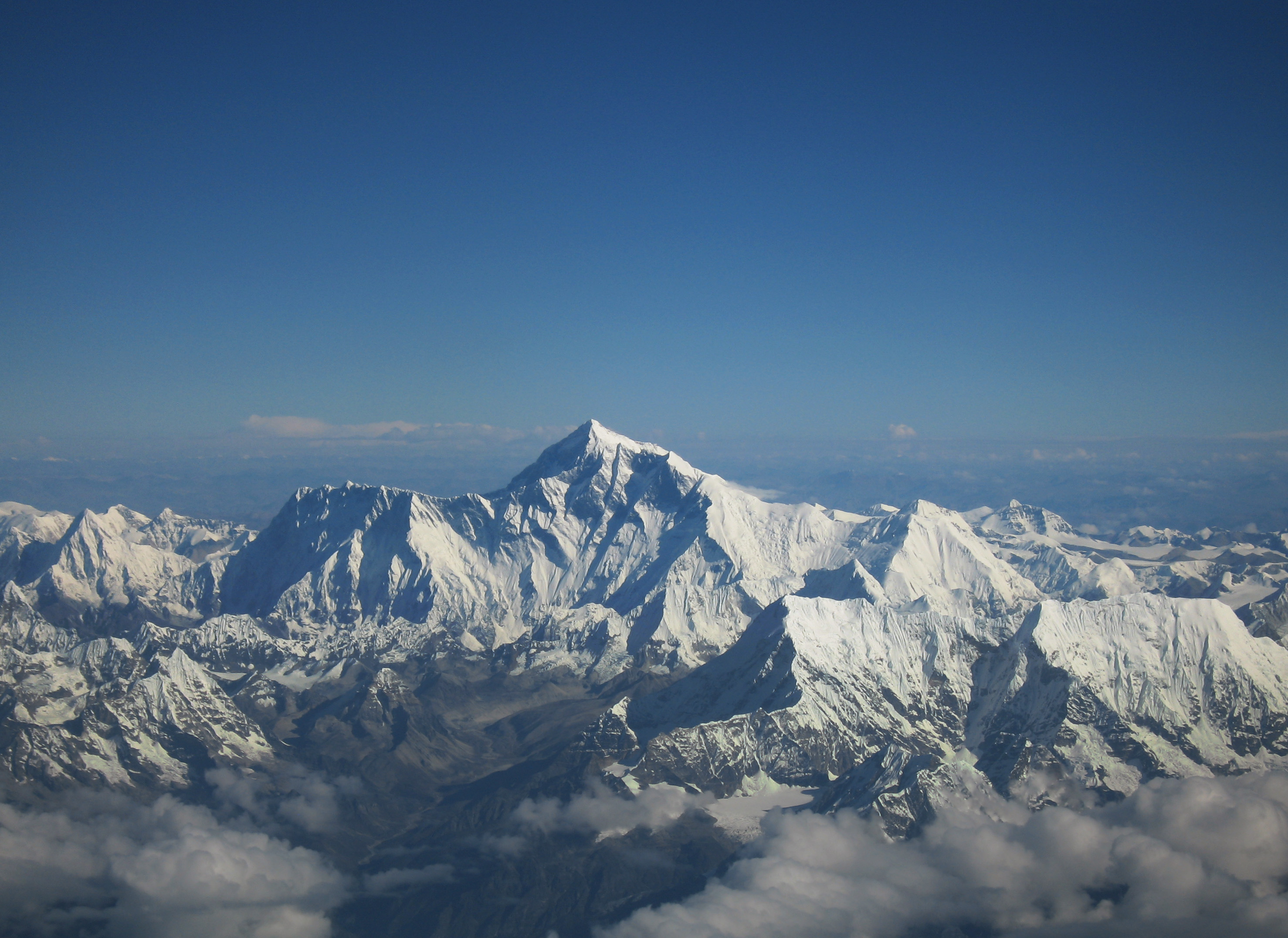
Die Nuptse-Lhotse-Südwand wird noch vom Mount Everest überragt

| Bezeichnung                                            | Höhe   | Datum der Erstbesteigung | Erstbesteigung                                        |
| ------------------------------------------------------ | ------ | ------------------------ | ----------------------------------------------------- |
| Lhotse (Lhotse Main)                                   | 8516 m | 18. Mai 1956             | F. Luchsinger, E. Reiss                               |
| Lhotse Middle (Lhotse West, Westlicher Zwischengipfel) | 8410 m | 23. Mai 2001             | A. Bolotov, P. Kuznetsov, S. Timofeev, Y. Vinogradski |
| Lhotse Middle (Östlicher Zwischengipfel)               | 8372 m |                          | unbestiegen                                           |
| Lhotse Shar (Ostgipfel)                                | 8382 m | 12. Mai 1970             | Sepp Mayerl, Rolf Walter                              |

### Lhotse Middle
Der Lhotse Middle ist ein Nebengipfel des Lhotse, der trotz einer Höhe von 8410 m nicht in der klassischen Liste der 14 Achttausender auftaucht. Dies und vor allem auch seine Lage auf einem extrem steilen und zerklüfteten Grat haben dazu geführt, dass er erst 2001 bestiegen wurde.
Er befindet sich zwischen dem Hauptgipfel und dem Lhotse Shar und wird deswegen auch als Zwischengipfel bezeichnet. Er ist der höhere und westlichere der zwei Zwischengipfel des Lhotse. Der zweite Zwischengipfel wird ebenfalls als Middle bezeichnet, aber meistens mit dem Zusatz East für die östlichere Lage. Die Höhe wird in den Quellen teilweise unterschiedlich angegeben, mit 8400 m, aber auch mit nur 8372 m.

### Lhotse Shar
Der Lhotse Shar ist ein 8382 m hoher Nebengipfel des Lhotse. Er befindet sich am östlichen Ende des extrem steilen und zerklüfteten Grates und wird deshalb auch Ostgipfel genannt. Er wird offiziell als Nebengipfel des Lhotse geführt. Von der Dominanz und der Schartenhöhe her gesehen verfehlt er nur knapp die für den Himalaya festgelegten Grenzen, um als eigenständiger Gipfel zu gelten.